# الاتحاد الأردني لكرة السلة
الاتحاد الأردني لكرة السلة هو المجلس الإداري لكرة السلة في الأردن، تأسس عام 1957، ويمثل كرة السلة الأردنية مع السلطات العامة وكذلك في الفعاليات والمسابقات الرياضية الوطنية والدولية. كما أنه يدافع عن المصالح المعنوية والمادية لكرة السلة في الأردن. وهو عضو في الاتحاد الدولي لكرة السلة والاتحاد الآسيوي لكرة السلة واللجنة الأولمبية الأردنية.

## البطولات
- الدوري الأردني لكرة السلة